# Megaselia totaflava
Megaselia totaflava är en tvåvingeart som beskrevs av Borgmeier 1969. Megaselia totaflava ingår i släktet Megaselia och familjen puckelflugor. Inga underarter finns listade i Catalogue of Life.